# Nikolai Nikolajewitsch Kalinski
Nikolai Nikolajewitsch Kalinski (russisch Николай Николаевич Калинский; * 22. September 1993 in Moskau) ist ein russischer Fußballspieler.

## Karriere

### Verein
Kalinski begann seine Karriere bei Lokomotive Moskau. Zur Saison 2013/14 wechselte er zum Drittligisten FK Kaluga. In eineinhalb Jahren in Kaluga kam er zu 34 Einsätzen in der Perwenstwo PFL, in denen er neun Tore erzielte. Im Januar 2015 wechselte er zum Zweitligisten FK SKA-Chabarowsk. Bis zum Ende der Saison 2014/15 kam er allerdings nicht zum Einsatz. Im Juli 2015 debütierte er gegen den FK Lutsch Wladiwostok schließlich in der Perwenstwo FNL. In der Saison 2015/16 absolvierte er 13 Zweitligapartien. In der Saison 2016/17 kam er zu 24 Zweitligaeinsätzen, mit Chabarowsk stieg er zu Saisonende in die Premjer-Liga auf. Im Juli 2017 gab er gegen Arsenal Tula sein Debüt in der höchsten russischen Spielklasse. Bis Saisonende kam er zu 13 Erstligaeinsätzen, mit seinem Verein stieg er allerdings nach einer Spielzeit wieder in die Perwenstwo FNL ab.
Nach dem Abstieg wechselte Kalinski zur Saison 2018/19 innerhalb der zweiten Liga zu Tom Tomsk. In Tomsk kam er seiner ersten Saison zu 30 Zweitligaeinsätzen, in denen er zweimal traf. Nach weiteren 24 Einsätzen in der Hinrunde 2019/20 wechselte der Offensivspieler im Januar 2020 zum Ligakonkurrenten FK Nischni Nowgorod. Bis zum COVID-bedingten Saisonabbruch spielte er zweimal für Nischni Nowgorod. In der Saison 2020/21 kam er zu 28 Zweitligaeinsätzen, in denen er sechsmal traf. Mit Nischni stieg er zu Saisonende in die Premjer-Liga auf.

### Nationalmannschaft
Kalinski spielte zwischen 2010 und 2011 für die russischen U-17-, U-18- und U-19-Teams.

## Persönliches
Seine Schwester Anna Kalinskaja ist professionelle Tennisspielerin.